# Lufthansa Regional
A Lufthansa Regional a Lufthansa útvonalhálózatán belül a Lufthansa tulajdonában lévő két légitársaság által üzemeltetett járatok működtető egysége. A Lufthansa arculatváltásának részeként a Lufthansa Regional márkanév 2018 eleje óta fokozatosan eltűnt a köztudatból.

## Áttekintés
A Lufthansa Regional a hasonló Team Lufthansa utódjaként jött létre, amely a Lufthansa által szerződtetett, túlnyomórészt független légitársaságokból állt. 2018 januárjában a Lufthansa Regional két tagból, az Air Dolomiti és a Lufthansa CityLine légitársaságokból állt, és melyből mindkettő teljes mértékben a Lufthansa tulajdonában van. A légitársaságok a Lufthansa frankfurti és müncheni bázisain állomásoznak, és évente 10,5 millió utast szállítanak, főként kisebb belföldi és európai célállomásokra.

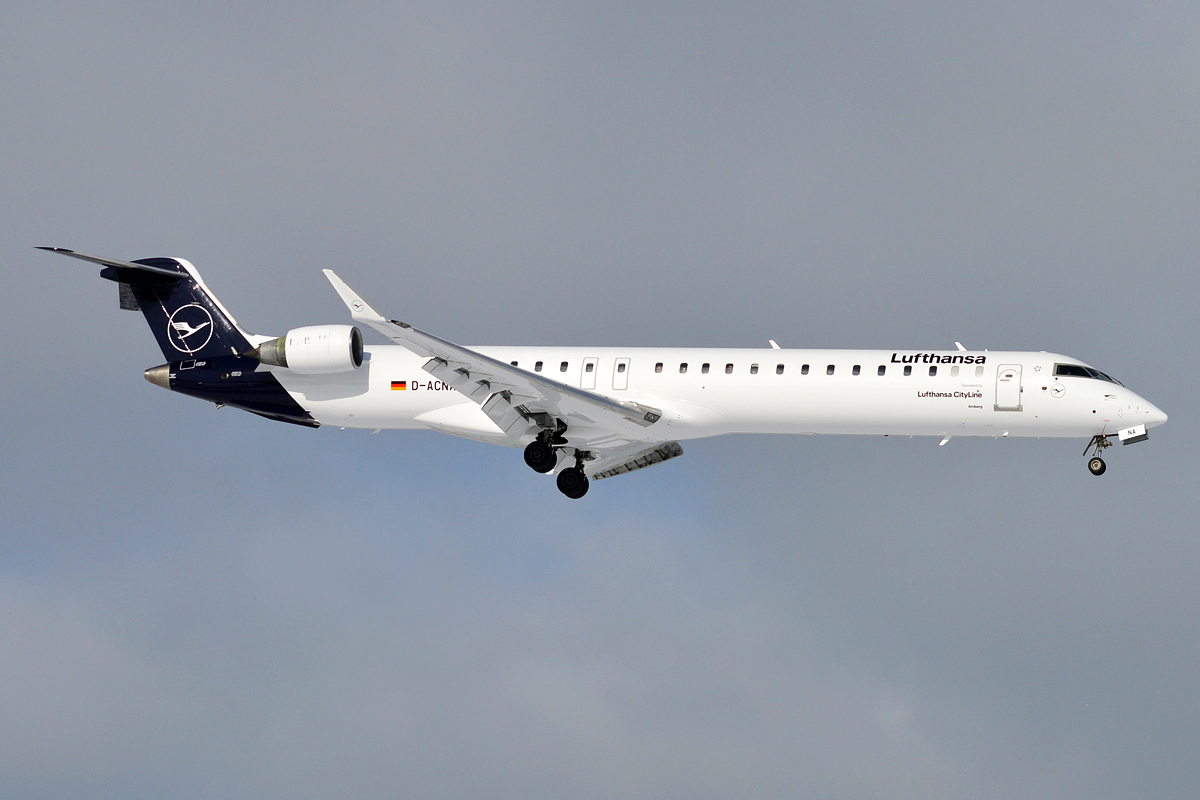
A Lufthansa CityLine Bombardier CRJ900-as repülőgépe a Lufthansa Regional részeként, a jelenlegi festésében, a Regional felirat nélkül.

A Lufthansa 2018 elején bevezetett új arculatának részeként a Lufthansa CityLine által üzemeltetett Lufthansa Regional repülőgépek is megkapták az új festést: a Lufthansa Regional név eltűnt a törzsről, és helyére a Lufthansa felirat került.

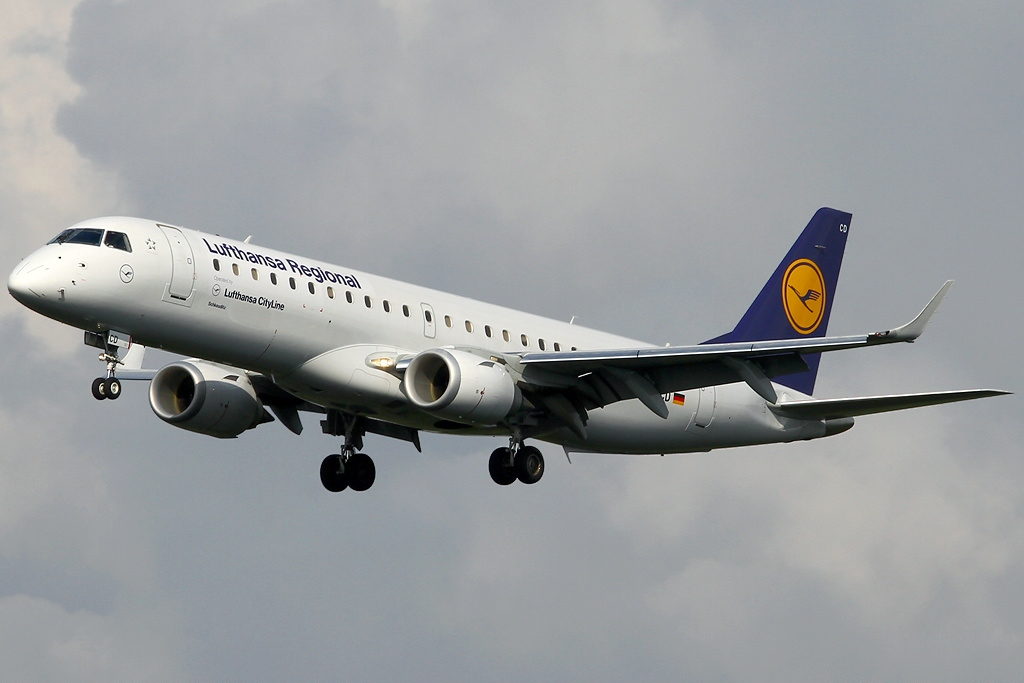
A Lufthansa CityLine Embraer E190-es repülőgépe a Lufthansa Regional alatt üzemelt a Lufthansa színeihez hasonló egykori festésben.

2020 márciusától egyetlen útvonalat üzemeltet az Air Dolomiti a Lufthansa márkanév alatt, míg az összes többi járatukat saját márkanévvel üzemeltetik.

## Tagok

### Jelenlegi tagok
A Lufthansa Regional járatait két partner légitársaság üzemelteti a Lufthansa bázisrepülőterein:
- Air Dolomiti a müncheni repülőtéren (néhány útvonalat saját márkanév alatt is üzemeltet)
- Lufthansa CityLine a frankfurti és a müncheni repülőtéren

### Korábbi tagok
- Augsburg Airways (2013 októberében beszüntette működését, mivel a Lufthansával kötött szerződést nem újították meg)[3]
- Contact Air (2012 októberében megszűnt, mivel a Lufthansával kötött szerződést nem újították meg, a fennmaradó eszközállományát az időközben megszűnt OLT Express Germany vette át)[4]
- Eurowings (2014. október 25-ig, amikor a légitársaság kizárólag a Germanwings számára indított járatokat)[5]

## Flotta
2022 áprilisában a Lufthansa Regional számára működő két légitársaság együttes flottája a következő repülőgépekből áll:
| Lufthansa CityLine | CL | CLH | Hansaline | Bombardier CRJ900 | 28 | 11 | 68  | 79  |  |  |
| Lufthansa CityLine | CL | CLH | Hansaline | Embraer 190       | 9  | 8  | 92  | 100 |  |  |
| Lufthansa CityLine | CL | CLH | Hansaline | Airbus A319       | 12 | 24 | 114 | 138 |  |  |
| Lufthansa CityLine | CL | CLH | Hansaline | Airbus A321P2F    | 2  | —  | —   | —   |  |  |
| Air Dolomiti       | EN | DLA | Dolomiti  | Embraer 195       | 17 | 8  | 104 | 112 |  |  |
|                    |    |     |           | Összesen          | 68 |    |     |     |  |  |

## Fordítás
Ez a szócikk részben vagy egészben  a   Lufthansa Regional című angol Wikipédia-szócikk ezen változatának fordításán alapul.  Az eredeti cikk szerkesztőit annak laptörténete sorolja fel. Ez a jelzés csupán a megfogalmazás eredetét és a szerzői jogokat jelzi, nem szolgál a cikkben szereplő információk forrásmegjelöléseként.